# Munkenes Teglovn
Munkenes Teglovn blev grundlagt af et Sortebrødrekloster i Vejle omkring 1310.
Klosterets første bygning var i træ, men i 1355 var der planer om at bygge en klosterkirke af mursten. Måske blev teglovnen, som tilnavnet Munkenes Teglovn, anlagt på den tid.
I 1923 blev teglovnen fundet og udgravet af Nationalmuseet. Borgere i Vejle samlede derefter ind, så der kunne opføres en beskyttende bygning over ruinen.
Teglovnsbygningen, der ligger på Jagtvej, blev restaureret i 1983.
Munkenes Teglovn er en del af VejleMuseerne.
55°42′08″N 9°31′59″Ø / 55.70229°N 9.53293°Ø